# Love, Inc.
Love, Inc. é uma sitcom estadunidense que era exibida pelo canal estadunidense UPN. No Brasil é exibida pelo Sony Entertainment Television. A série foi cancelada após a união dos canais UPN e The WB para formar o novo The CW.

## Sinopse
A série fala sobre uma agência de encontros onde seus empregados devem arrumar namoros para seus clientes, mas eles não conseguem para si mesmos.

## Curiosidades
- Shannen Doherty faria parte do elenco da série, mas quando a UPN confirmou a entrada da série na grade da emissora ela saiu do projeto, sendo substituída posteriormente por Busy Philipps.
- Taylor Lautner também fez parte do elenco, com o papel de Oliver.

## Lista de episódios
Todos os episódios, menos o piloto, são nomes de séries famosas.
1. Pilot - 22 de Setembro de 2005
2. Living Single - 29 de Setembro de 2005
3. Mad About You - 6 de Outubro de 2005
4. Bosom Buddies - 13 de Outubro de 2005
5. Family Ties - 20 de Outubro de 2005
6. Amen - 27 de Outubro de 2005
7. Hope & Faith - 3 de Novembro de 2005
8. Thick and Thin - 10 de Novembro de 2005
9. One on One - 17 de Novembro de 2005
10. The Honeymooners - 24 de Novembro de 2005
11. Three's Company - 15 de Dezembro de 2005
12. Arrested Development - 19 de Janeiro de 2006
13. Grace Under Fire - 2 de Fevereiro de 2006
14. Hello, Larry - 9 de Fevereiro de 2006
15. Major Dad - 16 de Fevereiro de 2006
16. Curb Your Enthusiasm - 2 de Março de 2006
17. Anything But Love - 23 de Março de 2006
18. Cursed - 13 de Abril de 2006
19. Fired Up - 20 de Abril de 2006
20. Full House - 27 de Abril de 2006
21. Dream On - 4 de Maio de 2006
22. Friends - 11 de Maio de 2006